# Chernígov
Chernígov o Cherníhiv (en ucraniano: Чернігів, AFI: [tʃerˈn⁽ʲ⁾iɦiu̯]ⓘ) es una ciudad histórica en el norte de Ucrania situada a orillas del río Desná. Es el centro administrativo de la óblast de Chernígov y del raión de Chernígov, forma por sí solo un municipio con una población de 285 234 habitantes.
La ciudad fue uno de los principales centros políticos, económicos y socioculturales de Ucrania durante la Edad Media y el Renacimiento. La ciudad es famosa por sus monumentos de la época de la Rus de Kiev, el principado de Chernígov y el Hetmanato cosaco, el regimiento de Chernígov.

## Historia
| Pertenencias históricas |
| - Primera mención: 907 - Derecho de Magdeburgo: 1623 - Rus de Kiev: 907-1256 - Principado de Chernígov: 1256-1353 - Dinastía Jagellón: 1353-1408 - Moscovia: 1408-1420 - Dinastía Jagellón: 1420-1503 - Moscovia: 1503-1618 - Mancomunidad: 1618-1648 - Hetmanato cosaco: 1649-1764 - Imperio ruso: 1764-1917 - Ucrania: 1917-1921 - RSS de Ucrania: 1921-1941 - Alemania nazi: 1941-1943 - RSS de Ucrania: 1943-1991 - Ucrania: desde 1991 |

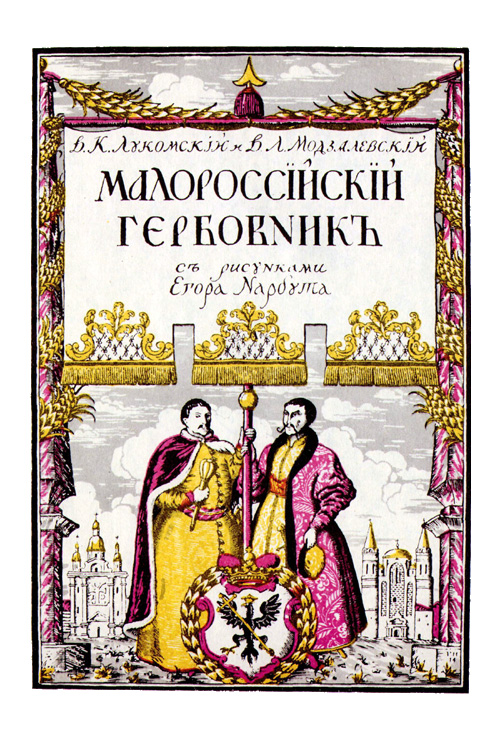
Armorial de pequeña Rusia con el escudo de Chernígov.

Chernígov fue mencionado por primera vez en el tratado ruteno-bizantino de 907 con el nombre de «Черниговъ» (Chernigov), pero se desconoce el momento de su fundación. Según los elementos descubiertos por las excavaciones arqueológicas de un asentamiento que incluía artefactos del jaganato jázaro, parece haber existido al menos en el siglo IX. Hacia finales del siglo X, la ciudad probablemente tenía sus propios gobernantes. Fue allí donde se excavó la Tumba Negra, uno de los montículos reales más grandes y antiguos de Europa del Este, en el siglo XIX.
La ciudad era la segunda en importancia y riqueza de la Rus de Kiev. Desde principios del siglo XI fue el centro del principado de Chernígov, cuyos gobernantes a veces competían por el poder de la Rus de Kiev con príncipes de Kiev. El principado era el más grande de la Rus de Kiev. Durante la edad de oro de Chernígov, la población de la ciudad alcanzó 25 000 habitantes y esta duró hasta 1239 cuando la ciudad fue saqueada por las hordas de Batú Kan, lo que inició un largo período de decadencia.
El área cayó bajo el Gran Ducado en 1353. Entre los siglos XIV y XVII la ciudad sufrió de inestabilidad pasando de estado en estado, entre Moscovia, Polonia y Lituania. La importancia de la ciudad volvió a aumentar a mediados del siglo XVII después de la rebelión de Jmelnitski y el establecimiento del Hetmanato de la Ucrania cosaca en 1649. En el Hetmanato, Chernígov fue la ciudad-regimiento de despliegue del regimiento cosaco de Chernígov.
Tras el Tratado de Andrúsovo de 1667, la soberanía legal del área fue cedida al zarato moscovita y Chernígov siguió siendo un importante centro dentro de la autonomía del Hetmanato. Con la abolición del Hetmanato en 1764, la ciudad se convirtió en un centro administrativo del Imperio ruso y en la capital de las unidades administrativas locales. Durante su período ruso, la ciudad se centró en la industrialización, había muchas plantaciones de tabaco y huertos frutales propiedad de judíos. 
La ciudad fue incorporada en la República Popular Ucraniana durante la revolución ucraniana entre 1917 y 1921, pero tras la derrota de Ucrania en la guerra de independencia contra la Unión Soviética, Chernígov fue incorporada en la RSS de Ucrania. Durante la Segunda Guerra Mundial, Chernígov fue ocupada por el ejército alemán entre el 9 de septiembre de 1941 y el 21 de septiembre de 1943.
La estatua de Lenin en la avenida Myru fue derribada en febrero de 2014, como parte de las demoliciones de las estatuas de Lenin en Ucrania.
Los bombardeos rusos del 2022 rompieron muchas ventanas en Chernigov, causando escasez de vidrio.

## Demografía
| 1897   | 1926   | 1939   | 1959   | 1970    | 1979    | 1989    | 2001    | 2017    | 2022   |
| ------ | ------ | ------ | ------ | ------- | ------- | ------- | ------- | ------- | ------ |
| 27 716 | 34 359 | 68 597 | 89 585 | 158 873 | 238 141 | 296 347 | 304 994 | 291 641 | 282747 |

La invasión rusa de Ucrania provocó una nueva oleada de ucranización en la ciudad, en la que cada vez más personas optaron por hablar ucraniano. Según una encuesta realizada por el Instituto Republicano Internacional en abril-mayo de 2023, el 53 % de la población de la ciudad hablaba ucraniano en casa, y el 41 % hablaba ruso.

## Infraestructura

### Transporte
Chernígov tiene una estación de tren con una estación de autobuses llamada «Ferrocarril Chernígov Ovruch». Según datos de 2006, el volumen de tráfico de mercancías es de 84 737 vagones al año y cada año se transportan más de 4,5 millones de pasajeros. Sin embargo, el estado del material rodante y la calidad de los servicios prestados no cumplen los estándares modernos. En 2015, se establecieron paradas en Chernígov en las líneas de trenes regulares entre Minsk - Odesa, San Petersburgo - Kiev / Járkov. Los trenes a Crimea se cancelaron a partir del 27 de diciembre de 2014 debido a la anexión de Crimea.
El transporte público incluye líneas de autobuses y trolebuses. La ciudad no tiene un aeropuerto en servicio aunque si lo tuvo en el pasado y el más cercano se encuentra en Kiev a 143 kilómetros.

## Cultura

### Arquitectura
Los monumentos arquitectónicos de Chernígov narran los dos períodos más florecientes de la historia de la ciudad: los de la Rus de Kiev entre los siglos XI y XII y los del Hetmanato cosaco hacia finales del siglo XVII y principios del XVIII.

La iglesia más antigua de la ciudad y una de las iglesias más antiguas de Ucrania es la catedral de la Transfiguración, de cinco cúpulas, que se empezó a construir a principios de la década de 1030 por Mstislav el Temerario y fue completada varias décadas después por su hermano, Yaroslav el Sabio. La catedral de los Santos Borís y Gleb, que data de mediados del siglo XII, cambió mucho de estilo arquitectónico en períodos posteriores, aunque fue restaurada a su forma original en el siglo XX.

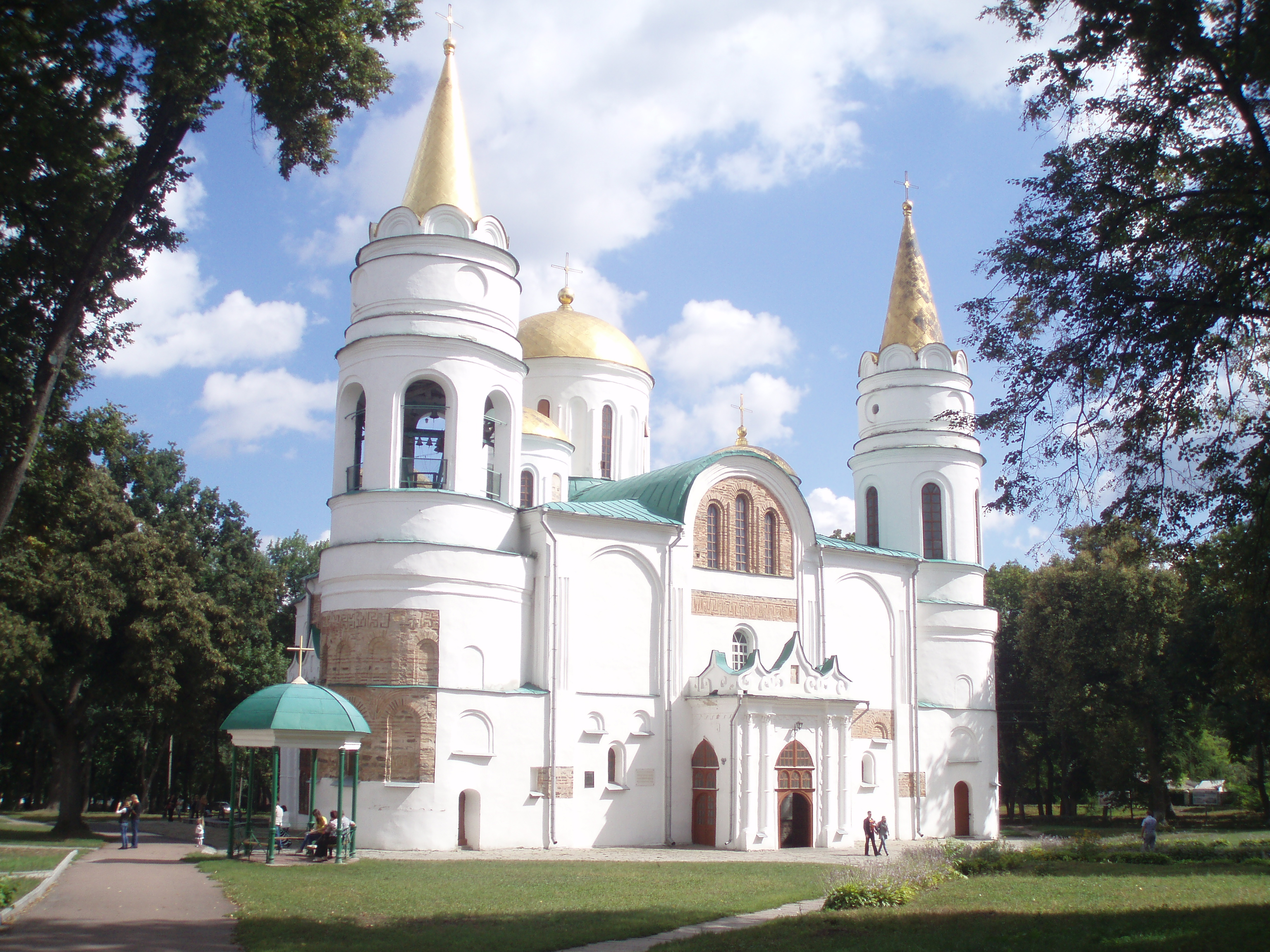
Catedral de Spasopreobrazhenski
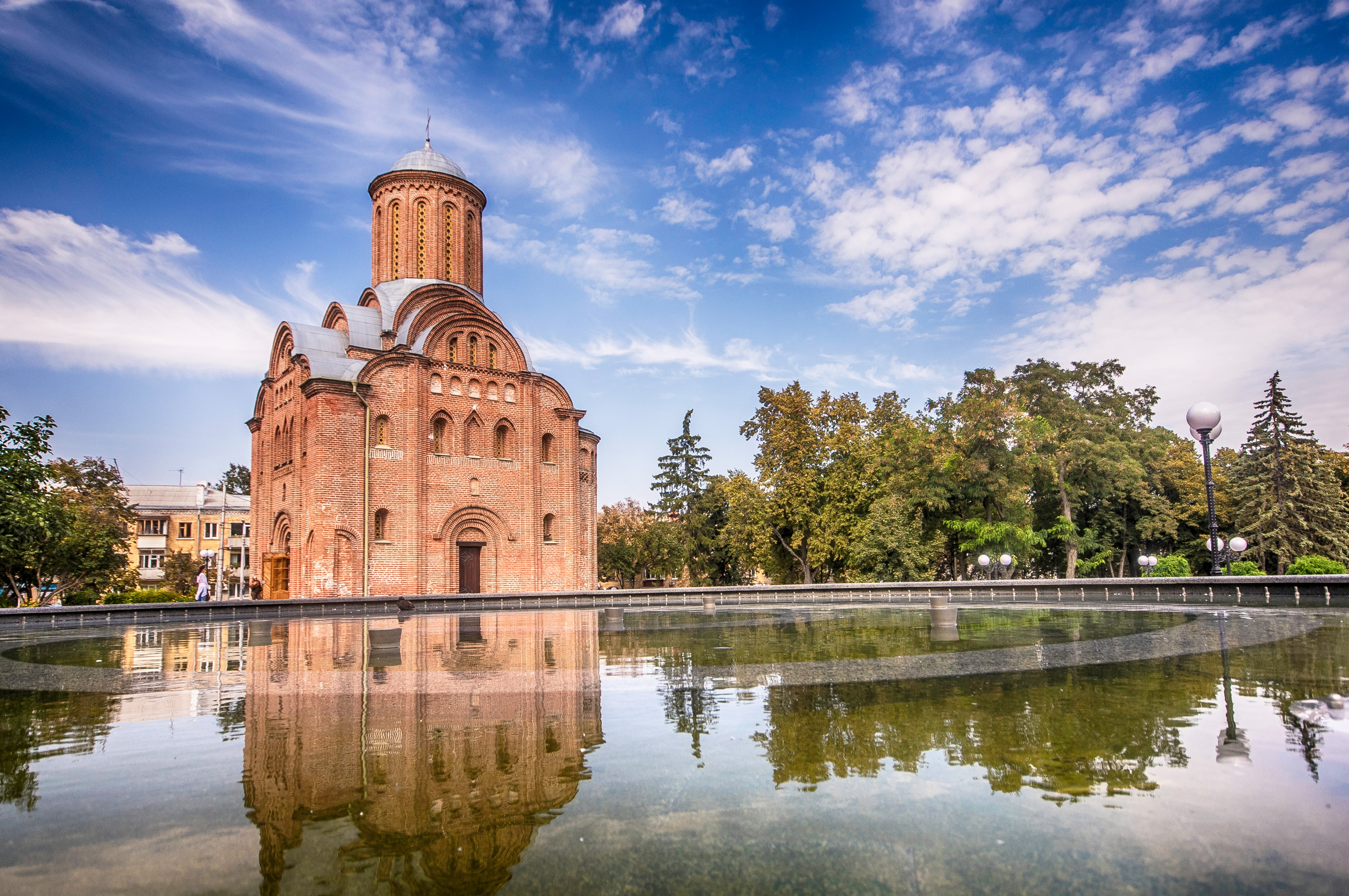
Iglesia de Santa Paraskeva Pyátnytska
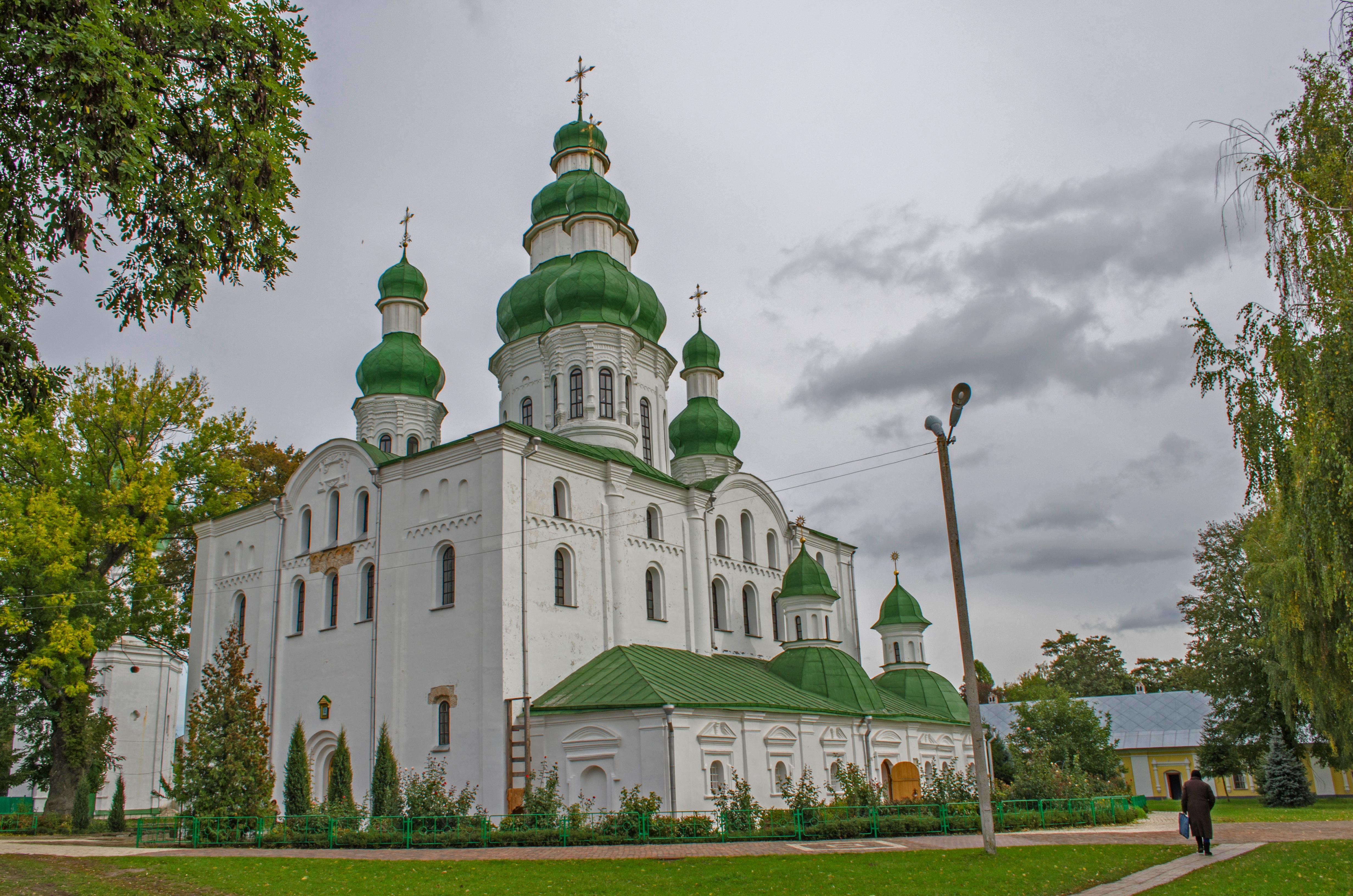
Monasterio de Eletskiy
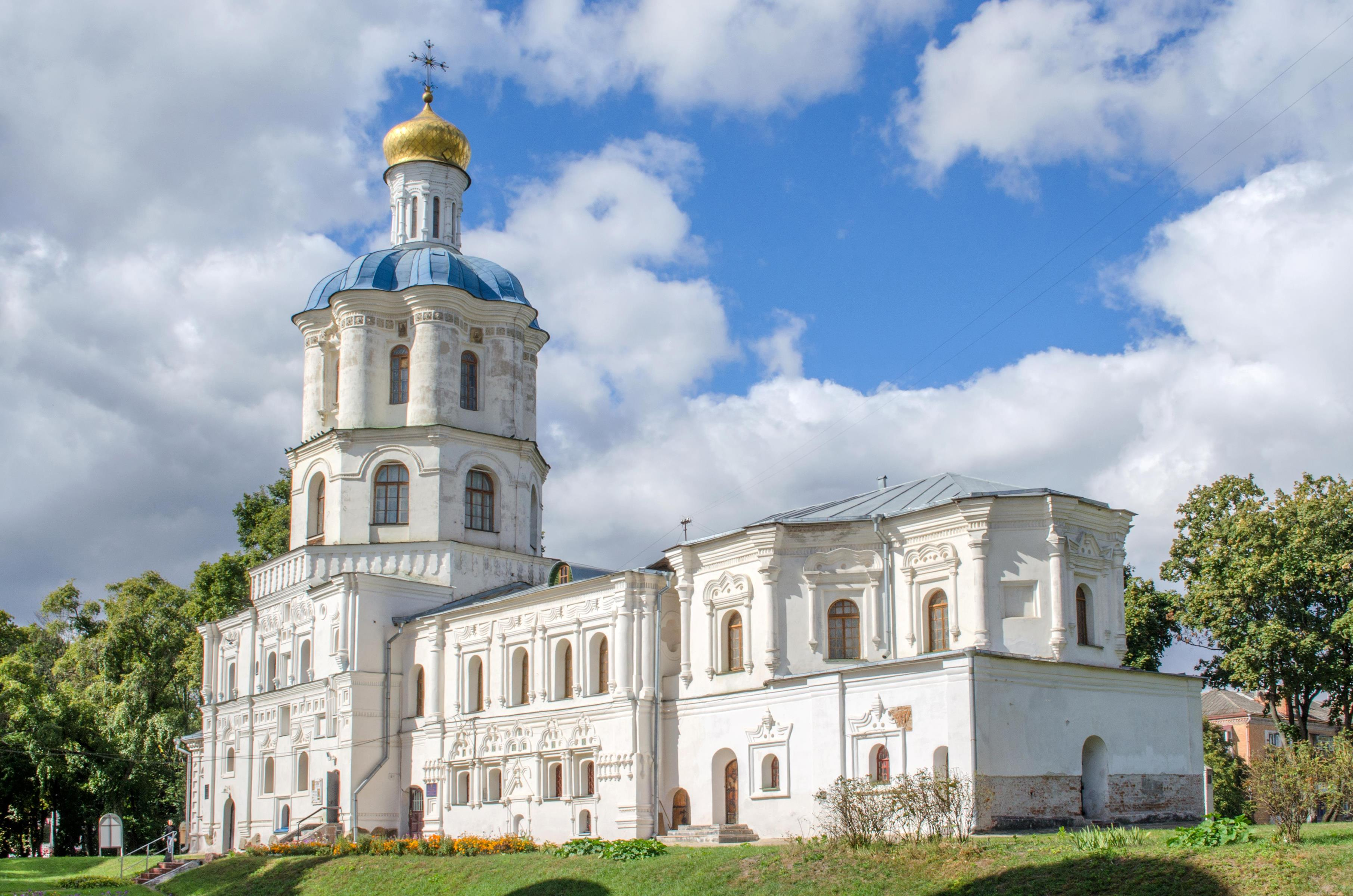
Colegio de Dytynets
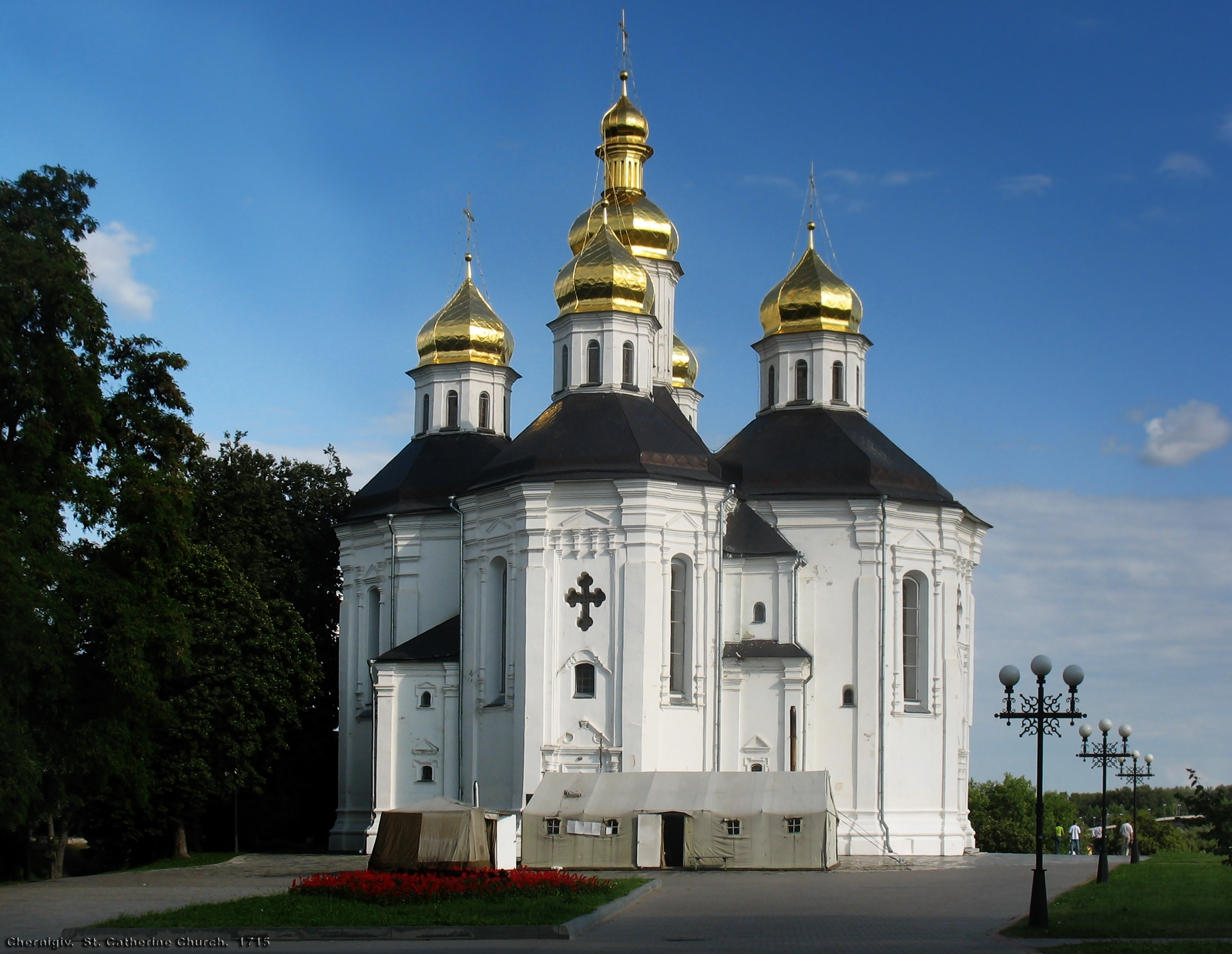
Iglesia de Santa Caterina

Uno de los primeros edificios históricos en ser destruidos durante la invasión rusa de Ucrania fue el centro juvenil regional localizado en el centro urbano de Chernígov. Se trata del antiguo cine Shchors, inaugurado el 10 de agosto de 1939. En 1943 ya había sido blanco de los bombardeos alemanes de la Segunda Guerra Mundial, siendo uno de los primeros edificios de la ciudad en ser reconstruido tras esa contienda. El 27 de febrero de 2022 sufrió un ataque aéreo que lo redujo a escombros. Cabe destacar que en 2021 había sido objeto de una inversión de dos millones de dólares para su reforma y equipamiento.

### Deportes
El principal club de fútbol de Chernígov es el Fútbol Club Desná Chernígiv, el nombre original del club era Avangard Chernígov durante su primer año de existencia. Entre 1961 y 1970 el club se llamó simplemente Desna.
| Deporte | Equipo             | Liga                    | Estadio           | Fundación |
| Fútbol  | FC Desná Cherníhiv | Liga Premier de Ucrania | Estadio Chernígiv | 1960      |
| Fútbol  | FC Chernígiv       | Druha Liha              | Chernígiv Arena   | 2003      |

## Ciudades hermanadas
Chernígov está hermanada con las siguientes ciudades:
- Gabrovo (Bulgaria)
- Gómel (Bielorrusia)
- Hradec Králové (República Checa)
- Memmingen (Alemania)
- Ogre (Letonia)
- Petaj Tikva (Israel)
- Prilep (Macedonia del Norte)
- Tarnobrzeg (Polonia)

La ciudad anuló su hermanamiento con todas las ciudades rusas debido a la agresión armada rusa contra Ucrania.